# Joaquín Molina Gallego
Joaquín Molina Gallego (Niebla, Huelva, 7 de diciembre de 1975) es un político español perteneciente al Partido Popular. Es alcalde de Niebla desde el 17 de junio de 2023.

## Reseña biográfica
Iliplense de cuna, criado en el corazón de la vieja Ilipla desde donde partió su vocación de servicio público hasta conseguir una plaza de maestro en un colegio público de la provincia.
En las elecciones municipales de 2003 se presentó como número dos de la candidatura del Partido Popular a la Alcaldía de Niebla y consiguió su acta de concejal. Los dos concejales del PP fueron determinantes para que el Partido Andalucista consiguiera la Alcaldía de Niebla tras 24 años del PSOE en el municipio.
Veinte años más tarde decidió presentarse como candidato del PP a la Alcaldía de Niebla en las elecciones municipales de 2023, y consiguió una histórica mayoría absoluta con 7 concejales derrotando a la socialista Laura Pichardo tras doce años como alcaldesa.